# Georg Merten
Georg Merten (* 23. Juli 1941 in Potsdam-Babelsberg; † 25. März 2018 in Köln) war ein deutscher Diplomat.

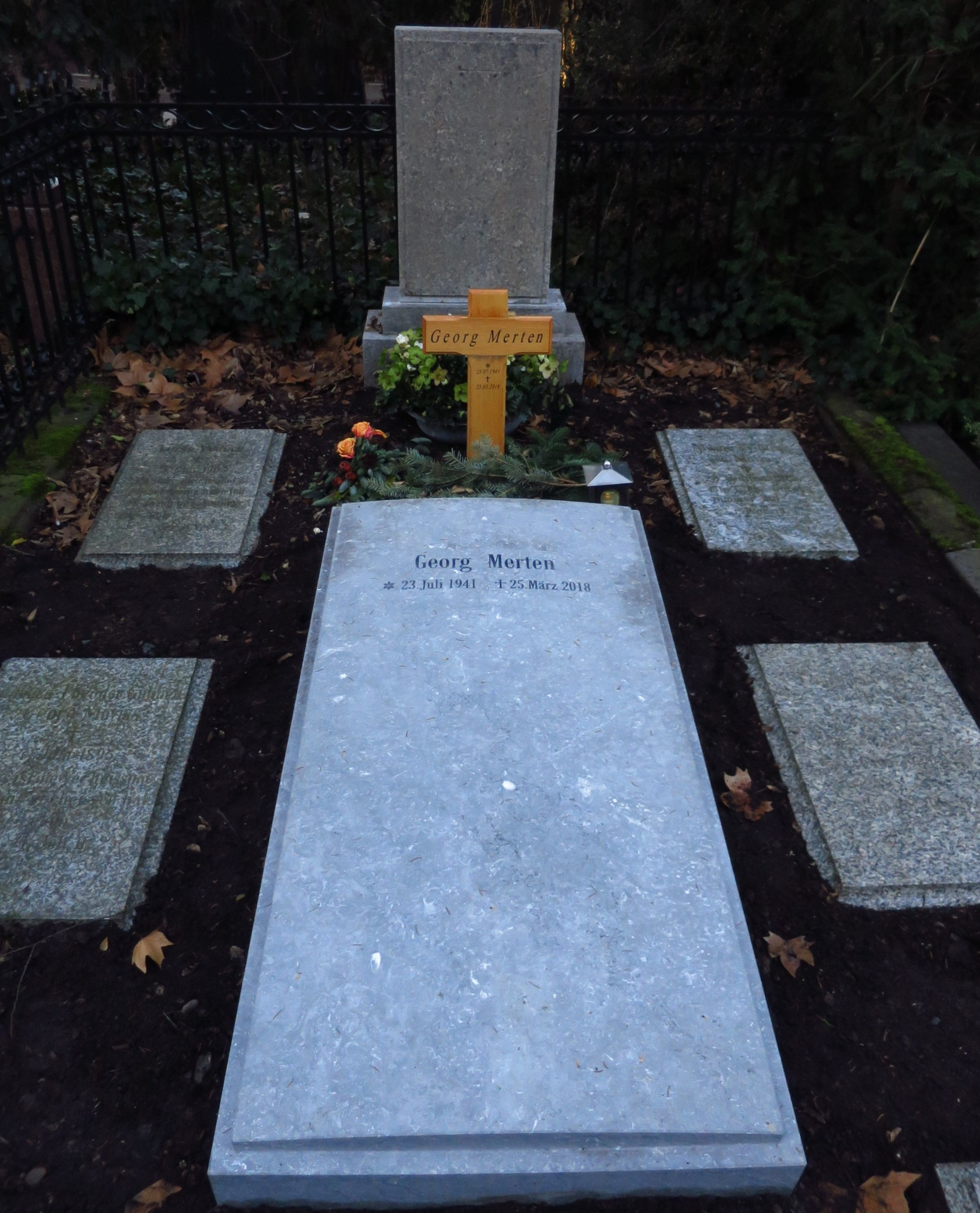
Grab auf dem Friedhof Melaten

Merten studierte Jura in Mainz, Berlin und Frankfurt. 1968 trat er in den Dienst des Auswärtigen Amtes ein und war unter anderem in Venezuela, den USA und Nigeria tätig.  
1988 wurde Merten deutscher Botschafter in der Volksrepublik Kongo in Brazzaville. Sein Nachfolger wurde 1992 Adolf Ederer.
2006 erhielt Georg Merten als Nachfolger von Gerhard Kunz seine Akkreditierung als Botschafter der Bundesrepublik Deutschland in Malta in Valletta. 2006 wurde Karl-Andreas Freiherr von Stenglin sein Nachfolger.
Georg Merten wurde am 4. April 2018 auf dem Kölner Zentralfriedhof Melaten (MA Nr. 222) beigesetzt.